# 瀋陽軍区

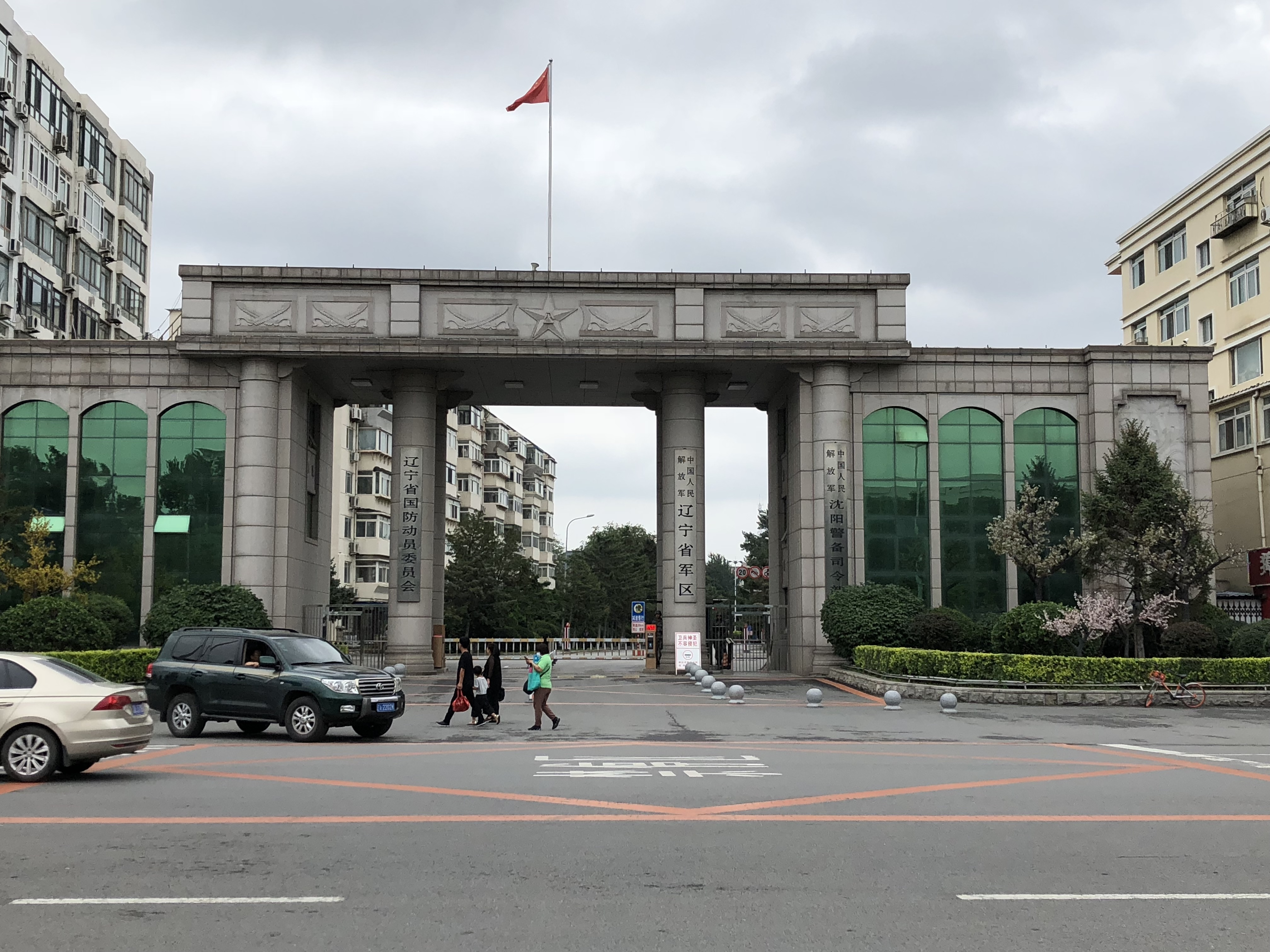
瀋陽軍区司令部の写真

瀋陽軍区（しんようぐんく、ピンイン：Shěnyáng Jūnqū）はかつて存在した中国人民解放軍の七大軍区のひとつ、現在は北部戦区の一部。

## 概要
中ロ国境及び中朝国境など中国の東北の守りを固める。4個集団軍、遼寧省軍区1旅団、2個武装警察師団を管轄する。国際戦略研究所は2006年の報告書で25万兵力と分析している。2010年の北朝鮮による韓国延坪島砲撃事件の際には、瀋陽軍区に兵力を集中したと世界軍事ネット2010年11月28日の記事にて報じたため朝鮮半島の緊張に比例して兵力が増減されているものと見られる。これらの事から当軍区の挙動が朝鮮半島に影響を与えている事がうかがい知れる。
朝鮮戦争の休戦により中国人民志願軍が撤退した後、1961年7月11日に締結された中朝友好協力相互援助条約の第2条には秘密協定が附帯されており、朝鮮半島向けに30万人の部隊をこの地に配置しておかなくてはならない。中朝国境は人民武装警察が警備していたが、最近の北朝鮮情勢によって軍が直接管理するようになったといわれる。
日々の演習では自衛隊、韓国軍、在日米軍・在韓米軍を仮想敵(80年代はソビエト連邦軍)としており、これらの諸国に対する通信傍受活動の中心でもある。それに資するため、比較的最新鋭の装備が配備され、所属部隊は精鋭部隊であるとされる。
朝鮮有事の際は、まず瀋陽軍区の部隊が朝鮮半島に侵攻するものと見られる。
2016年2月1日に北部戦区に移行し、北京軍区が管轄していた内モンゴル自治区（東四盟以外の地域）と済南軍区が管轄していた山東省を管轄区域に編入した。

## 管轄区域
東北三省の遼寧省軍区、吉林省軍区、黒竜江省軍区、内モンゴル自治区東部の東四盟地域と旅大警備区を管轄する。

## 軍区指導者
- 司令部所在地：遼寧省瀋陽
- 軍区司令員
  - 王教成上将（1952－，安徽省来安人）
- 軍区政治委員
  - 褚益民上将（1953.07－，江蘇省如皋人）
- 軍区副司令員
  - 鍾志明中将（1952.09－，四川省栄県人）
  - 王西欣中将（1954.02－，河南省禹州人）
  - 盛斌少将（1958.12－，遼寧省営口人）
  - 丁来杭中将＜空軍＞（1957.09－，浙江省杭州人）
- 軍区副政治委員
  - 侯賀華中将（1954.06－，山東省滕州人）
  - 高建国中将（1954.10－，山東省膠南人）
  - 趙以良中将＜空軍＞（1954－，広西興安人）
- 軍区参謀長
  - 徐経年中将（1957－, 安徽省廬江人）
- 軍区政治部主任
  - 楊成熙中将（1955.11－, 貴州省遵義人）
- 軍区連勤部部長
  - 劉志明少将（1957－，江蘇省連雲港人）
- 軍区装備部部長
  - 高潮少将（1956.03－，江蘇省阜寧人）

### 歴代司令員
1. 鄧華 1955年3月 - 1959年9月
2. 陳錫聯 1959年10月 - 1973年12月
3. 李徳生 1973年12月 - 1985年6月
4. 劉精松 1985年6月 - 1992年11月
5. 王克 1992年11月 - 1995年9月
6. 李新良 1995年9月 - 1997年11月
7. 梁光烈 1997年11月 - 1999年12月
8. 銭国梁 1999年 - 2004年
9. 常万全 2004年12月 - 2007年9月
10. 張又侠 2007年9月 - 2012年10月
11. 王教成 2012年10月 -

### 歴代政治委員
1. 周桓 1955年3月 - 1959年10月
2. 頼伝珠 1959年10月 - 1960年11月
3. 宋任窮 1960年11月 - 1968年6月
4. 潘復生 1967年5月 - 1971年9月
5. 王輝球 1973年5月 - 1975年8月
6. 毛遠新 1974年2月 - 1976年10月
7. 甘渭漢 1977年9月 - 1980年1月
8. 廖漢生 1980年1月 - 1982年10月
9. 劉振華 1982年10月 - 1987年11月
10. 宋克達 1987年11月 - 1993年12月
11. 李新良 1993年12月 - 1995年9
12. 姜福堂 1995年9月 - 2005年12月
13. 黄献中 2005年12月 - 2010年12月21日
14. 褚益民 2010年12月21日 -

## 軍区機関
- 司令部
  - 作戦部
  - 情報部
  - 軍区技偵局
  - 管理局（直工部二部）
  - 軍務部
  - 軍訓・兵種部
  - 動員部
  - 通信部

直属工作部
- 政治部
  - 幹部部
    - 幹部配置処

  - 組織部
  - 宣保部
  - 連絡部
  - 規律検査部
  - 軍事法院
  - 軍事検察院
  - 軍事拘置所
  - 前進歌舞団
- 連勤部
  - 財務部
  - 軍需油料部
  - 衛生部
  - 軍事交通部
  - 営房部
  - 監査局
  - 房管局
  - 連勤部直属部隊
    - 農副業基地管理局
    - 連勤部通信総站
    - 連勤一分部
    - 二分部
    - 四十分部
- 装備部

## 配属部隊

### 陸上部隊
- 第16集団軍：（司令部、吉林省長春）乙類集団軍、3個師団5個旅団編成
  - 第46自動車化歩兵師団（吉林省長春）
  - 第69自動車化歩兵師団（ハルビン）
  - 第4装甲師団（吉林省梅河口）
  - 第48自動車化歩兵旅団（吉林省通化）
  - 第68自動車化歩兵旅団（チチハル）
  - 第?機械化歩兵旅団（所在地不明）[3]
  - 砲兵旅団（延辺朝鮮族自治州延吉）
  - 防空旅団（長春朝陽区富鋒鎮）
  - 第25工兵連隊（吉林省吉林）

- 第39集団軍：（司令部、遼寧省遼陽）甲類集団軍、快速反応集団軍、3個師団4個旅団編成
  - 第115自動車化歩兵師団（遼寧省営口蓋州）
  - 第116機械化歩兵師団（遼寧省鞍山海）
  - 第3装甲師団（吉林省四平）
  - 第190機械化歩兵旅団（遼寧省本渓） （もと第64軍）
  - 第?機械化歩兵旅団（所在地不明）[3]
  - 防空旅団（遼寧省大連金州区三十里堡鎮）
  - 砲兵旅団（遼寧省遼陽）
  - 第9陸軍航空連隊（遼寧省遼陽）

- 第40集団軍・予備（司令部、遼寧省錦州）乙類集団軍、5個旅団編成
  - 第118自動車化歩兵旅団（遼寧省義県）
  - 第119自動車化歩兵旅団（内モンゴル自治区赤峰）
  - 第5装甲旅団（遼寧省阜新）
  - 砲兵旅団（遼寧省錦州）
  - 防空旅団（遼寧省錦州）
  - 第10工兵連隊（遼寧省撫順）

- 瀋陽軍区司令部直轄部隊
  - 特殊作戦部隊（所在地不明）
  - 第?独立自動車化歩兵旅団（所在地不明）
  - 第?独立電子対抗連隊（所在地不明）

### 空軍部隊
- 瀋陽軍区空軍/副大軍区職、軍区空軍司令部：瀋陽東塔基地
  - 大連基地/副軍職（遼寧省大連市）[4]
    - 第?戦闘攻撃旅団、J-7E, J-11B, Q-5D/E、丹東基地普蘭店基地大連三十里堡基地瓦房店基地
    - 第?戦闘攻撃旅団、J-7E, J-11B, Q-5D/E、柳河基地普蘭店基地大連三十里堡基地瓦房店基地

  - 長春指揮所/正師職 （吉林省長春市）
    - 第1戦闘師団、師団司令部：鞍山基地
      - 第1戦闘連隊、J-11B/BS、鞍山基地
      - 第2戦闘攻撃連隊、J-10A/AS、赤峰基地
      - 第3戦闘連隊、J-8F, JJ-7A、鞍山基地

    - 第11攻撃師団、師団司令部：四平基地
      - 第31攻撃連隊、JH-7A、四平基地
      - 第33攻撃連隊、Q-5/J、公主嶺懐徳基地

    - 第16特別任務師団、師団司令部：瀋陽于洪屯基地
      - 第46偵察連隊、JZ-8, JZ-8F, JJ-7A、瀋陽于洪屯基地
      - 第47電子戦連隊、Y-8C/CB（高新1号）/G（高新4号）、瀋陽于洪屯基地
      - 第48輸送連隊、Y-5, Y-7, Z-9WZ、瀋陽東塔基地

    - 第21戦闘師団、師団司令部：チチハル基地 
      - 第61戦闘連隊、J-7E, JJ-7A、延吉朝陽川基地
      - 第62戦闘連隊、J-8DH/H, JJ-7A、チチハル基地
      - 第63戦闘連隊、J-7H, JJ-7A、牡丹江ハイラン基地

  - ハルビン飛行学院
    - 第?訓練旅団、CJ-6, Y-5, HYJ-7、ハルビン王崗基地ハルビン双楡樹基地ハルビン拉林基地
    - 第?訓練旅団、CJ-6, JL-8、鉄嶺開原基地遼陽基地錦州小嶺子基地　
    - 紅鷹飛行表演隊、JL-8、錦州小嶺子基地

  - 警戒管制（レーダー運用）部隊
    - 第6レーダー旅団
    - 第7レーダー旅団
    - 第8レーダー旅団
    - 通信連隊

  - 防空（SAM/高射機関砲）部隊
    - 防空混成旅団
    - 防空ミサイル旅団

### 海軍部隊
- 北海艦隊司令部
  - 旅順基地
    - 駆逐艦/フリゲート支隊:（遼寧省大連市旅順口）, 北緯38度48分09秒 東経121度14分57秒 / 北緯38.80246度 東経121.249148度
 旅州型×1隻, 旅滬型×1隻, 旅大型×3隻, 江凱II型×1隻, 江衛II型×2隻?, 江滬II型×1隻?
    - 潜水艦支隊:（遼寧省大連市旅順口）, 北緯38度47分26秒 東経121度14分27秒 / 北緯38.79062度 東経121.240862度
 明型×8隻

  - 大連水警区
    - 対艦ミサイル旅団：（大連市）地上発射対艦ミサイル陸上部隊である。
    - 哨戒艇大隊×2隊：（大連市長海県海洋島, 北緯39度03分46秒 東経123度09分46秒 / 北緯39.062649度 東経123.162819度）と（大連市西崗区, 北緯38度56分00秒 東経121度37分27秒 / 北緯38.933404度 東経121.624295度）
    - 掃海艇大隊×1隊：（大連市旅順口,北緯38度48分03秒 東経121度15分33秒 / 北緯38.800721度 東経121.259224度）

  - 北海艦隊海軍航空隊
    - 第2海軍航空師団
      - 第6航空連隊:（遼寧省大連市）土城子基地 Y-8X/JB（高新2号）, 北緯38度54分55秒 東経121度14分11秒 / 北緯38.915346度 東経121.236435度

    - 第5海軍航空師団
      - 第13航空連隊:（河北省秦皇島市）山海関基地 JH-7A, 北緯39度58分09秒 東経119度43分52秒 / 北緯39.969293度 東経119.73105度
- 海軍司令部直轄
  - 海軍航空隊訓練基地
    - 第2訓練連隊:（河北省秦皇島市）山海関基地 JL-9H, 北緯39度58分09秒 東経119度43分52秒 / 北緯39.969293度 東経119.73105度
注）所在地は（遼寧省葫芦島市）綏中基地北緯40度17分58秒 東経120度21分40秒 / 北緯40.29956度 東経120.361226度、
 又は（遼寧省興城市）興城第2基地北緯40度29分59秒 東経120度39分26秒 / 北緯40.499605度 東経120.657127度に移転した可能性がある。

  - 海軍航空隊航空学院
    - 第1訓練連隊:（遼寧省葫芦島市）葫芦島基地 CJ-6A,Y-5, 北緯40度45分00秒 東経120度52分44秒 / 北緯40.749923度 東経120.879024度
    - 第3訓練連隊:（遼寧省興城市）興城基地 Y-7,HYJ-6,  北緯40度34分57秒 東経120度41分55秒 / 北緯40.58241度 東経120.698619度

### 武装警察部隊
有事の際は大軍区隷下に加わる。
- 武装警察第117師団（遼寧省盤錦）   （もと第39軍第117師団）
所在地には沿岸油田コンビナート群有り。
- 武装警察第120師団（遼寧省興城）   （もと第40軍第120師団）
所在地には海軍航空隊航空施設有り。

## Army international Bootcamp の合格者輩出
石家荘陸軍学院出身の将校商亮が2001年に世界中の優秀な特殊部隊の軍人が参加し、ほとんどが脱落してしまうArmy international Bootcampに合格した。
参考:
- PLA in Bootcamp1/3 - YouTube
- PLA in Bootcamp2/3 - YouTube
- PLA in Bootcamp3/3 - YouTube